# 沙沨
沙沨（1973年8月—），江苏南京人，回族，中国共产党党员。中华人民共和国政治人物、第十三届全国人民代表大会青海省代表。

## 生平
2018年，沙沨被选为青海省出席第十三届全国人民代表大会代表。